# Amerillo
Il torrente Amerillo, chiamato anche Rio Amerillo, è un corso d'acqua della Sicilia sud-orientale.
Nasce sui Monti Iblei ai piedi del Poggio San Giovanni (708 m s.l.m), a sud del paese di Monterosso Almo in provincia di Ragusa. Per i primi 4 km il torrente scorre verso nord ricevendo acque da ruscelli su entrambi i versanti per poi ricevere le acque del torrente Lavandaio e volgersi verso ovest e segnare il confine tra il territorio della città metropolitana di Catania ed il libero consorzio comunale di Ragusa. Dopo una corsa di 11 km l'Amerillo si unisce al torrente Vizzini per andare a formare il fiume Dirillo e l'omonimo lago artificiale. La valle dell'Amerillo è anche chiamata Valle dei mulini per la presenza di mulini ad acqua, oggi abbandonati, alimentati in passato dalle acque del fiume.